# Danny Strong
Daniel William Strong, noto come Danny Strong (Manhattan Beach, 6 giugno 1974), è un attore, sceneggiatore e regista statunitense, che deve principalmente la sua fama all'interpretazione di Jonathan Levinson in Buffy l'ammazzavampiri e di Doyle McMasters in Una mamma per amica.

## Biografia
Strong nasce a Manhattan Beach, in California, il 6 giugno del 1974 da una famiglia ebraica di origini lituane, russe e polacche. Appassionato di cinema, da ragazzino soleva noleggiare i film presso il videonoleggio Video Archives, dove stringe amicizia con un giovane Quentin Tarantino, impiegatovi al tempo come commesso. Ha studiato cinema e teatro presso la University of Southern California. Debutta al cinema con il piccolo ruolo di uno studente nel film Pensieri pericolosi, in seguito lavora prevalentemente per la televisione. Dopo aver preso parte ad alcuni episodi della serie TV Ragazze a Beverly Hills, recita nei film Pleasantville e nel parodico-demenziale Shriek - Hai impegni per venerdì 17?.
Dal 1997 al 2003 interpreta Jonathan Levinson in Buffy l'ammazzavampiri, dopo l'esperienza nella serie ottiene una parte in Seabiscuit - Un mito senza tempo. Acquista altra popolarità grazie al ruolo ricorrente di Doyle McMaster nella serie televisiva Una mamma per amica. Nel 2007 affianca Amanda Bynes, interpretando uno dei sette nani, in Sydney White - Biancaneve al college, rivisitazione moderna della favola di Biancaneve. Nel 2008 l'attività di sceneggiatore con il film televisivo della HBO Recount, candidato a 5 Emmy e 4 Golden Globe. La rivista Variety lo ha inserito tra i dieci sceneggiatori da tenere d'occhio nel 2007.

## Filmografia

### Attore

#### Cinema
- Pensieri pericolosi (Dangerous Minds), regia di John N. Smith (1995)
- Lasting Silents, regia di James Taylor (1997)
- L'angelo del male (The Prophecy II), regia di Greg Spence (1998)
- Pleasantville, regia di Gary Ross (1998)
- Perpetrators of the Crime, regia di John Hamilton (2000)
- Shriek - Hai impegni per venerdì 17? (Shriek If You Know What I Did Last Friday the Thirteenth), regia di John Blanchard (2000)
- Asylum Days, regia di Thomas Elliott (2001)
- New Suit, regia di François Velle (2002)
- Seabiscuit - Un mito senza tempo (Seabiscuit), regia di Gary Ross (2003)
- Behind the Mask (Superheroes: Behind the Mask), regia di Andy Hungerford (2003) – cortometraggio
- Losing Lois Lane, regia di Blayne Weaver (2004)
- Outside Sales, regia di Blayne Weaver (2006)
- Life is a Short, regia di Riki Lindhome e Dori Oskowitz – cortometraggio
- Veritas, Prince of Truth, regia di Arturo Ruiz-Esparza (2007)
- Sydney White - Biancaneve al college (Sydney White), regia di Joe Nussbaum (2007)
- Bad Guys, regia di Rick Jacobson (2008)
- Weather Girl, regia di Blayne Weaver (2009)
- Robbin' in da Hood, regia di Quake (2009)
- The Butler - Un maggiordomo alla Casa Bianca (The Butler), regia di Lee Daniels (2013)
- Vite da popstar (Popstar: Never Stop Never Stopping), regia di Akiva Schaffer e Jorma Taccone (2016)
- C'era una volta a... Hollywood (Once Upon a Time in... Hollywood), regia di Quentin Tarantino (2019)

#### Televisione
- Bayside School - La nuova classe (Saved by the Bell: The New Class) – serie TV, 5 episodi (1994)
- Night Stand – serie TV, 1 episodio (1995)
- Tutti a casa di Ron (Minor Adjustments) – serie TV, 1 episodio (1996)
- Crescere, che fatica! (Boy Meets World) – serie TV, 1 episodio (1996)
- Una famiglia del terzo tipo (3rd Rock from the Sun) – serie TV, 1 episodio (1996)
- Seinfeld – serie TV, 1 episodio (1997)
- Union Square – serie TV, 1 episodio (1997)
- Over the Top – serie TV, 2 episodi (1998)
- Clueless – serie TV, 9 episodi (1997-1998)
- Maybe It's Me – serie TV, 1 episodio (2001)
- Buffy l'ammazzavampiri (Buffy the Vampire Slayer) – serie TV, 29 episodi (1996-2003)
- Dragnet – serie TV, 1 episodio (2004)
- Nip/Tuck – serie TV, 1 episodio (2006)
- Una mamma per amica (Gilmore Girls) – serie TV, 21 episodi (2003-2007)
- Leverage - Consulenze illegali (Leverage) – serie TV, 1 episodio (2009)
- How I Met Your Mother – serie TV, 6X14 (2011)
- Grey's Anatomy – serie TV, episodio 8x18 (2012)
- Mad Men – serie TV, 5 episodi (2010-2013)
- Girls – serie TV, 2 episodi (2014-2015)
- Justified – serie TV, 4 episodi (2014-2015)
- Billions – serie TV, 18 episodi (2017-2023)

### Doppiatore
- Hey Arnold! – serie TV, 1 episodio (1996)
- The Afterlife – film TV (2012)
- Johnny Bravo – serie TV, 1 episodio (2004)

### Sceneggiatore
- Recount – film TV, regia di Jay Roach (2008)
- Game Change – film TV, regia di Jay Roach (2012)
- The Butler - Un maggiordomo alla Casa Bianca (The Butler), regia di Lee Daniels (2013)
- Hunger Games - Il canto della rivolta - Parte 1 (The Hunger Games: Mockingjay - Part 1), regia di Francis Lawrence (2014)
- Hunger Games - Il canto della rivolta - Parte 2 ( The Hunger Games: Mockingjay - Part 2), regia di Francis Lawrence (2015)
- Empire – serie TV (2015- in corso)
- Rebel in the Rye, regia di Danny Strong (2017)

### Regista
- Rebel in the Rye (2017)

### Produttore
- Recount – film TV, regia di Jay Roach (2008)
- Game Change – film TV, regia di Jay Roach (2012)
- The Butler - Un maggiordomo alla Casa Bianca (The Butler), regia di Lee Daniels (2013)
- Empire – serie TV (2015- in corso)
- Migliori nemici (The Best of Enemies), regia di Robin Bissell (2019)

## Doppiatori italiani
Nelle versioni in italiano delle opere in cui ha recitato, Danny Strong è stato doppiato da:
- Corrado Conforti in Buffy l'ammazzavampiri (ep. 2x12)
- Simone Crisari in Buffy l'ammazzavampiri (st. 3)
- Stefano Crescentini in Buffy l'ammazzavampiri (ep. 4x17)
- David Chevalier in Buffy l'ammazzavampiri (st. 6-7)
- Luca Ghignone in Nip/Tuck
- Alessandro Rigotti in Leverage - Consulenze illegali
- Edoardo Stoppacciaro in Mad Men (st. 4)
- Francesco Meoni in Mad Men (ep. 6x10)
- Matteo Zanotti in How I Met Your Mother
- Emiliano Coltorti in Grey's Anatomy
- Gianluca Solombrino in Justified
- Fabrizio Dolce in Love
- Patrizio Cigliano in Billions
- Riccardo Rossi in La fantastica signora Maisel